# 統一ソマリ会議
統一ソマリ会議（United Somali Congress, USC）は、ソマリア内戦初期に有力だった軍閥の一つ。ソマリ族の5大氏族の一つハウィエが1987年に設立した。軍事的才能に優れた将軍モハメッド・ファッラ・アイディードに率いられて、第3代大統領のモハメド・シアド・バーレの追放に成功するが、その後は分裂。分裂後の闘争がソマリアの首都モガディシュで行われたため、ソマリア内戦泥沼化の大きな原因の一つとなった。

## 背景
1970年代のソマリアでは、第3代大統領のモハメド・シアド・バーレがオガデン戦争に失敗し、その後クーデター未遂とされる事件が数件起こった。これらに与したとされる人物の多くが逮捕され、一部は海外に逃亡した。
1980年代の終わりになると、バーレ体制はかなりのほころびが目立つようになり、国中で氏族を中心とした軍閥が発生し、レジスタンス運動を始めた。

## 設立
統一ソマリ会議は1987年、イタリアのローマでハウィエ氏族のディアスポラ有志が設立した。1月7～15日に会議が行われ、元ソマリ国民運動幹部のアリ・モハメド・オソブレ、通称ワーディグリー（Wardeegle）が議長に選ばれた。1989年にエチオピアに支部ができた。インドに滞在していたモハメッド・ファッラ・アイディードが参加して軍事部門のトップに立つと、軍事力が大幅に増強された。
1990年半ばにワーディグリーが死去すると、事務部門トップのアリ・マフディ・ムハンマドと、軍事部門トップのモハメッド・ファッラ・アイディードが主導権を巡って対立した。対立の原因には、ハウィエの出身支族が異なること（アリはアブガル支族、アイディードはハバル・ギディル支族）もあった。それでも、ハウィエ氏族はソマリア中心部が本拠地であり、氏族としても大きかったため、統一ソマリ会議は力を発揮した。

## 発展と分裂
アイディード率いる統一ソマリ会議の部隊は、1990年にソマリアの首都モガディシュに侵攻し、12月にはバーレ大統領を追放し、モガディシュは統一ソマリ会議の支配下となった。
ところが1991年1月、事務部門トップのアリ・マフディ・ムハンマドがアイディードに無断でソマリア大統領就任を宣言する。これにアイディードが反発し、6月にはアリ・マフディ・ムハンマドの部隊とアイディードの部隊の間で戦闘が勃発。
1991年7月に行われたジブチ会議において、アリ・マフディ・ムハンマドは2年間の暫定大統領の立場を承認される。これによりジブチ、エジプト、イタリア、サウジアラビアなどからも承認を受けた。しかし、アイディードはこれも認めず、9月に再び戦闘となった。1992年3月に再び大きな戦闘が起こり、アリ・マフディ・ムハンマドは首都モガディシュの北部を、アイディードはモガディシュ南部と周辺地域を占拠した。
アイディードは1992年6月に、周辺の軍閥のいくつかを統合してソマリ国民同盟（SNA）と呼ばれる新たな軍閥を作って統一ソマリ会議と決別。ただし、その後もアイディード一派はUSC/SNAとひとくくりに呼ばれることも多い。
一方で、アリ・マフディ・ムハンマドはソマリ救国同盟（Somali Salvation Alliance, SSA）を設立し、こちらはUSC/SSAと呼ばれた。
国連は仲介のため、まず1992年2月にアリとアイディードをニューヨークに招き、その結果両者は3月に停戦協定に合意した。これを機として、4月に国際連合ソマリア活動（UNOSOM）が開始された。しかしアイディードがUNOSOMに協力的ではなかったため、アメリカ軍主体の多国籍軍統一タスクフォース（UNITAF）が編成され、12月9日から「希望回復作戦」と呼ぶ作戦を開始した。その結果、12月28日にアリ派とアイディード派の休戦が成立。
1993年3月27日のアディスアベバ和平会議にはソマリアで活動する15の組織代表が集まり、モハメド・カニャレ・アフラ(Mohamed Qqnyare Afrah)がUSCの議長として参加している。アイディードもSNAの代表として参加。
しかし結局戦闘は収まらず、第二次国際連合ソマリア活動も功を奏しなかった。1993年10月3日のモガディシュの戦闘をきっかけに国連の活動は衰退を見せる。まず、1994年3月にアメリカ軍がソマリアから撤退。さらに、残りの国連軍も1995年1月から3月にかけて撤退した。
1995年6月にアイディードはソマリア大統領就任を宣言。この際に、部下のオスマン・アリ・アトが独立し、アトは自身がSNA議長であると宣言。一方で、アイディードとアリとの抗争も依然として続いた。

## アイディードの死亡
1996年7月末、アイディードが射殺される。8月4日、ハバル・ギディル氏族の長老会議が行われ、アイディードの息子のフセイン・モハメド・ファラー・アイディードがアイディード率いる軍閥の後継者となることが決まった。ソマリア大統領就任も宣言するが、やはりソマリア国内の他の派閥および国外共に認められなかった。このころには、アイディード派、アリ派共に統制が緩んでおり、いくつかの小軍閥の集合体に過ぎなくなっていた。
1997年12月22日、フセインは長年の宿敵アリ・マフディ・ムハンマドと和解協定を締結。これはカイロ宣言と呼ばれる。1998年8月には首都モガディシュの共同統治案が出される。アリ派のムサ・スディ・ヤラホウがこの案に反発して独立。ヤラホウもUSC/SSAのリーダーであると宣言。

## アリ派の暫定国民政府への統合
2000年7月、ジブチにてソマリアの暫定大統領選挙が行われ、アブディカシム・サラ・ハッサンが選出された。ハッサン暫定大統領の政権は暫定国民政府と称した。アリ・マフディ・ムハンマドもこれに参加し、統一ソマリ会議アリ派も消滅。